# Granny goes street
Granny Goes Street är en gratis musikfestival i Falun i Dalarna som brukar äga rum första helgen i september. Den kallas för "sommarens sista festival" och lockar cirka 7 000 besökare.

## Festivalen
Granny Goes Streets ambition är att vara ett gratis kulturkalas för personer i alla åldrar. Namnet kommer från att hela festivalen håller till på Mormorsgatan i Falun, i anslutning till ungdomskulturhuset  Arenan. Arenan är ett 1200 m² stort hus mellan Elsborg och Järnet som funnits sedan 2005. Där finns en stor konsertlokal, kafé, designrum, rörelserum, replokaler, fotostudio, inspelningsstudio m.m. Granny Goes Street är det största årliga arrangemanget på Arenan.
Granny Goes Street har profilerat sig som en samhällsintresserad festival på så sätt att man anordnar och stödjer insamlingar till välgörande ändamål, såsom svältkatastrofen på Afrikas horn 2011. Den andra större festivalen i Falun – Rockstad: Falun – är inriktad på hårdrock varför Granny Goes Street vill bredda och bjuda in fler personer, med större åldersvariation, till flera olika typer av aktiviteter. Festivalen har tre scener, marknad, skateboard, graffiti och barnaktiviteter. Festivalen har blivit en stor händelse i Falun under senare år, speciellt för ungdomar runt 20 år. Arrangörerna vill dock inte att festivalen växer ytterligare, utan stannar upp runt nuvarande 7 000 besökare.
Innan Granny Goes Street fanns endagsfestivalen Falun street, som höll till vid Medborgarplatsen vid Faluån. Falun street bytte namn och flyttade till Mormorsgatan 2008.
2013 valde arrangörerna att åter flytta festivalen närmare centrum och parkeringen vid Folkets Hus blev spelplats för årets upplaga.    

## Artister 2013
- Viktor & The Blood
- Svenska Akademien
- Lé Betre
- Norlie & KKV
- Billion Dollar Babies
- Benesser
- Doris Hopp
- Belmondo
- Good Harvest
- Miss Behave and The Caretakers
- Paint Everyday Orange
- NORAK
- P Bröderman
- Petter Intoto & Joel N
- Pontus Swing

- Konservatoriefolk

## Artister 2012
- Maskinen
- Stiko Per Larsson
- LABYRINT
- Itchy Daze
- Fritjof & Pikanen
- Viktor Matz & Oliver Storgards
- VC-PS
- Jailbreak Academy
- Mankind
- Francis
- I Am So Me
- Me The Tiger
- Electro Nostra
- Fredrik Riesbeck
- Jakkobi
- Shilovatt

## Artister 2011
- Looptroop Rockers
- Tove Styrke
- Crashdiet
- Rebecca & Fiona
- Zillah & Totte
- Lissi Dancefloor Disaster
- Toxic Lab Rats
- Map of Moscow
- Norrare Comedy
- Rocket Overdrive
- State of Grace
- Silverpennies
- Creative Comics

## Artister 2010 i urval
- Hoffmaestro & Chraa
- Kapten Röd
- Neverstore
- Mora Träsk
- Mimikry
- Billion Dollar Babies